# Toyota Granvia
Toyota Granvia – samochód osobowy typu van produkowany przez japońską firmę Toyota od roku 1995. Dostępny w wersji 4-drzwiowej oraz konfiguracji 7- lub 8-osobowej. Do napędu użyto benzynowych silników R4 2,7 l i V6 3,4 l oraz turbodiesla R4 3,0 l. Moc przenoszona jest na oś tylną (opcjonalnie AWD) poprzez 4-biegową automatyczną skrzynię biegów.

## Dane techniczne (R4 3.0 TD)

### Silnik
- R4 3,0 l (2982 cm³), 2 zawory na cylinder, SOHC turbo
- Układ zasilania: wtrysk
- Średnica cylindra × skok tłoka: 96,00 × 103,00 mm
- Stopień sprężania: 21,2:1
- Moc maksymalna: 130 KM (96 kW) przy 3600 obr./min
- Maksymalny moment obrotowy: 289 N•m przy 2000 obr./min

## Galeria

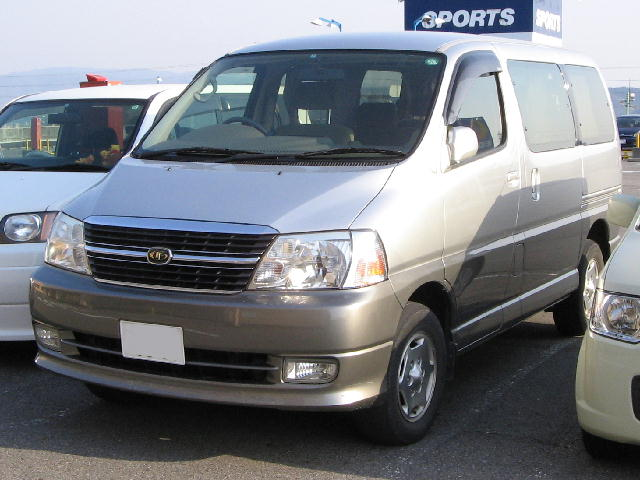
'99 Granvia - przód
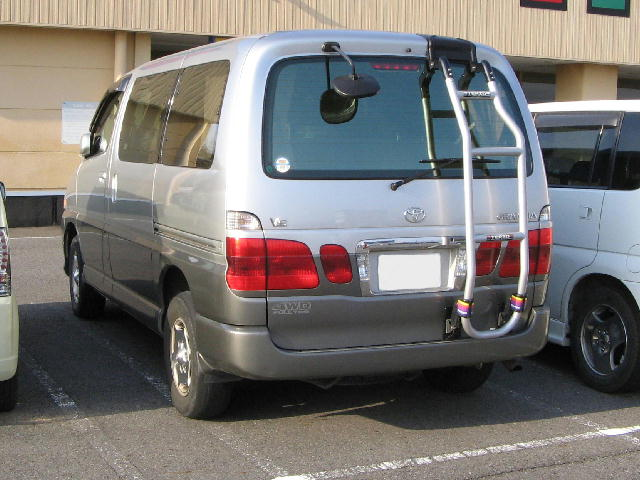
'99 Granvia - tył